# International Deejay Gigolo Records

International Deejay Gigolo Records est un label allemand de musique électronique fondé par Helmut Josef Geier en 1996 à Munich en tant que filiale du label Disko B.